# Kim Rae-won

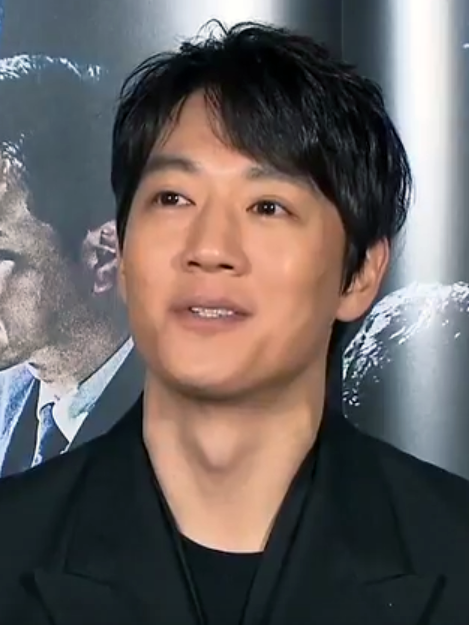
Kim Rae-won, 2018

Kim Rae-won (* 19. März 1981 in Seoul) ist ein südkoreanischer Schauspieler und Model.

## Leben
In seiner Jugend wollte Kim professioneller Basketballspieler werden, musste dies aber aufgrund einer Sehnenverletzung aufgeben. Er wandte sich der Schauspielerei zu und wurde Hauptdarsteller in einer Reihe von TV-Dramen und Liebeskomödien, die ihn berühmt machten. Mit dem Film Sunflower versuchte sich Kim an einer Rolle fernab von seinem üblichen Image, wofür er viel Lob von den Kritikern erhielt. Von 2009 bis Ende August 2011 leistete er einen zweijährigen Wehrersatzdienst in der Namsan-Bibliothek ab.

## Filmografie (Auswahl)

### Filme
- 1998: Scent of a Man (남자의 향기)
- 2000: Harpy (하피)
- 2000: Plum Blossom (청춘)
- 2002: 2424 (2424)
- 2003: …ing (…ing)
- 2004: My Little Bride (어린신부)
- 2005: Mr. Socrates (미스터 소크라테스)
- 2006: Sunflower (해바라기)
- 2007: Miracle (미라클)
- 2009: Insadong Scandal (인사동 스캔들)
- 2015: Gangnam Blues (강남 1970 Gangnam 1970)

### Fernsehserien
- 1996: Na (나)
- 1998: Soonpoong Clinic (순풍 산부인과)
- 1999: Sweet Bride (달콩안 신부)
- 2000: School 2 (학교 2)
- 2001: Life is Beautiful (인생은 아름다원)
- 2002: Wuri’s Family (우리집)
- 2002: My Love Patzzi (내 사랑 팥쥐)
- 2003: Snow Man (눈 사람)
- 2003: Attic Cat (옥탑방 고양이)
- 2004: Tell Me, You Love Me (사랑한다 말해줘)
- 2004: Love Story in Harvard (러브스토리 인 하버드)
- 2006: What Planet are you from? (넌 어느 별에서 왔니?)
- 2008: Gourmet (식객)
- 2016: Doctors – Liebe unter dem Messer (닥터스)
- 2021: L.U.C.A. The Beginning (루카: 더 비기닝)
- 2022–2023: The First Responders (소방서 옆 경찰서)

## Auszeichnungen
- 1999 KBS: Teen Award (School 2)
- 2000 Blue Dragon Film Awards: Best New Actor Award (Plum Blossom)
- 2003 WuSan MBC: Best Actor Award for (Attic Cat)
- 2003 MBC: Most Popular Male Actor Award (Attic Cat)
- 2003 MBC: Best Actor Award (Attic Cat)
- 2003 The 20th Korea Best Dresser Award
- 2003 1st Andre Kim Fashion Awards: Best Star Award
- 2004 SBS: Top 10 Stars Award (Love Story in Harvard)
- 2004 SBS: Most Popular Actor Award
- 2004 Daejong Awards: Best New Actor Award (My Little Bride)
- 2005 Baeksang Arts Awards: Popularity Award
- 2008 Korea Drama Festival: Acting Excellence Actor Award (Gourmet)
- 2008 SBS: Top 10 Stars Award (Gourmet)